# Jay Park
Pour les articles homonymes, voir Park.

Signature de Jay Park.

Jay Park (nom coréen : Park Jaebeom; hangeul : 박재범; hanja : 朴載範), né le 25 avril 1987, est un rappeur danseur, producteur, b-boy, auteur-compositeur, mannequin, et acteur américain d'ascendance sud-coréenne, et un membre du b-boy crew Art of Movement (AOM) basée à Seattle (États-Unis). Il est devenu célèbre à la fin des années 2000 pour être le leader du boys band sud-coréen 2PM, formé par le label JYP Entertainment en 2008. Park a quitté le groupe et est retourné chez lui à Seattle en septembre 2009, après que des commentaires qu'il avait écrits envers la Corée quand il était un stagiaire de 17 ans aient été divulgués par un citoyen coréen qui avait piraté son compte MySpace.
Sa première apparition après son départ a été une reprise du hit de B.o.B "Nothin' on You" avec son propre rap et ses propres paroles, filmée dans sa salle de bains et postée sur YouTube en mars 2010, qui fut un succès immédiat et atteignit plus de 2 millions de vues en moins d'une journée. Park est retourné en Corée du Sud en juin 2010, pour le tournage de Hype Nation, tout en étant représenté par le PDG de Digital Media Wire, Ned Sherman. Park a signé un contrat avec Sidus HQ en juillet 2010, l'une des plus grandes agences en Corée du Sud, pour ses activités coréennes, redébutant en tant que chanteur solo et acteur.
La reprise de "Nothin' on You" par Park a conduit Warner Music Korea à sortir son premier EP, Count On Me en juillet 2010, un EP reprenant "Nothin' on You" avec des paroles écrites par Park lui-même. L'EP a débuté à la première place du Gaon Chart. En avril 2011, Park sortit son premier mini-album coréen Take A Deeper Look, devenant l'un des albums les plus reconnus de l'année, avec plus de 70 000 albums physiques vendus, et gagnant un "Disk Bonsang" (Albums de l'année) aux 26e Golden Disk Awards. En février 2012, Park sortit son premier album coréen New Breed, débutant à la première place du Gaon Chart et l'atteignant deux fois, avec plus de 80 000 albums physiques vendus en 10 jours.

## Carrière

### Débuts chez JYP Entertainment
Jay Park est né et a grandi à Edmonds, dans l'État de Washington, dans la zone de Seattle. Il a montré un grand intérêt à la musique hip-hop et à la breakdance quand il était jeune. Il a étudié à la Edmonds Woodway High School. En 2004, il auditionne à Seattle pour le label JYP Entertainment basé en Corée du Sud, ce qui l'a amené là-bas en janvier 2005, pour recevoir un entraînement continu en danse, rap, chant, et en langue coréenne.

### 2008: Débuts et succès
Jaebeom est d'abord apparu dans Hot Blood, un programme télévisé de la chaîne Mnet dans lequel on observait les intensifs exercices physiques que treize aspirants chanteurs ont dû affronter pour avoir l'occasion de débuter, soit dans le groupe de ballade 2AM ou le boys band 2PM dans la compagnie JYP Entertainment. Après avoir traversé les éliminations, Jaebeom fut désigné comme leader des 2PM, groupe qui fit ses débuts avec la chanson "10점 만점에 10점" ("10 sur 10") le 4 septembre 2008. Cependant, ce n'est qu'à partir de leur hit Again & Again que leur popularité explosa. Ils ont avec cette chanson gagné leur premier Mutizen Award pendant l'émission musicale M! Countdown du 9 mai 2009, ainsi que leur deuxième award, la même semaine lors de l'émission Inkigayo sur la chaîne SBS.
Jaebeom collabora de nombreuses fois avec d'autres groupes tels que 2AM ou encore la chanteuse solo Navi ainsi que K.will ou V.O.S en composant lui-même plusieurs raps qu'il incorpora à leurs chansons. De plus, accompagné de Yeeun, membre du célèbre groupe Wonder Girls, il participa à la chanson principale d'un drama.
Le 4 décembre 2008, les 2PM furent invités à participer à la célèbre émission de Boom, Idol Army, dans lesquels ils apparurent comme des garçons simples et capables de se rendre ridicules face à la caméra. De plus, c'est à partir de ce moment-là que le public s'intéressa à eux pour la fraternité qu'ils dégageaient.
C'est lors de l'une de ses émissions que Jaebeom sera appelé "Leadja" (Leader + namja qui veut dire homme en coréen).
Grâce à son image enjouée et populaire, Jaebeom fut un animateur régulier sur plusieurs émissions de variété, comme Star King ou Introducing Star's Friend. En août 2009, Jaebeom et Nicole, l'une des membres du groupe KARA deviennent les nouveaux présentateurs de l'émission historique Nodaji, remplaçant Choi Min Yong et Kim Tae Hyun.

### Septembre 2009: le scandale MySpace
Le 4 septembre 2009, des articles traitant de posts écrits par Jaebeom sur son blog personnel, mal traduits et datant de 2005 refirent surface sur le net. Il exprimait dans ses messages son aversion pour la Corée alors qu'il n'était encore qu'un stagiaire. Cela causa une explosion de rage parmi les internautes, allant de la demande de quitter le pays à la pétition pour qu'il se suicide, qui a obtenu 3 000 signatures avant qu'elle soit fermée. Jaebeom fit des excuses publiques pour ses commentaires, admettant ouvertement que ce qu'il avait fait était mal mais en déclarant qu'il n'avait pas, à l'époque, réfléchi à ses paroles mais qu'il avait agi à la suite du mal-être ressenti en arrivant en Corée quatre ans plus tôt. Bien que les contestataires exigèrent que Jaebeom soit destitué de son statut de membre de 2PM, Park Jin-young, le PDG de JYP Entertainment déclara le 7 septembre que Jaebeom resterait dans 2PM.
Le 7 septembre 2009, celui-ci annonça via son fancafé officiel qu'il quitterait le groupe et retournerait aux États-Unis, en envisageant de retourner à l'université et d'améliorer ses connaissances musicales. Il s'excusa également auprès des autres membres de son groupe de ne pas avoir su être un bon leader et grand frère pour le groupe et qu'il ne voulait pas les entraîner avec lui et préférait donc partir.
Le 8 septembre 2009, Park Jaebeom quitta officiellement la Corée, retrouvant sa vie de Jay Park aux États-Unis et laissant derrière lui, à l'aéroport d'Incheon, près de 500 fans en pleurs qui ne cessèrent de le supplier de rester et l'escortèrent jusqu'à l'avion.
Park Jin-young confirma que 2PM continuerait son activité avec six membres. Cependant, à cause du cas sensible du départ de Jaebeom, tous les membres arrêtèrent leurs apparitions télévisuelles, et la diffusion du dernier épisode du reality show, qui fit exploser leur popularité, Wild Bunny, fut annulée. Celui-ci n'a toujours pas été, à ce jour, diffusé. Forcés de continuer les préparations de leur prochain album, les six membres durent filmer de nouveau le vidéo clip pour la chanson Heartbeat sans Jaebeom le 31 octobre 2009. Durant une conférence de presse, il fut révélé que la voix de Jaebeom ne serait pas enlevée de leurs anciennes chansons, mais qu'il serait complètement absent de leurs nouveaux titres.

### Après le scandale: mouvements et soutiens de fan
Après que Jaebeom eut quitté la Corée et fut retourné dans son pays natal, les États-Unis, les fans, choqués de voir les proportions qu'avaient pris ce scandale, furent pris de remords lorsqu'ils découvrirent que les messages injurieux de Jaebeom envers la Corée avaient supposément été mal traduits et que certains mots avaient été déformés et, mis hors contexte, avait effectivement pu sonner comme des injures contre le pays. De plus, des messages et témoignages retrouvés montrèrent que l'opinion de Jay avait énormément changé en quatre ans et qu'il était maintenant fier d'être coréen. Plusieurs mouvements de protestation et projets virent le jour immédiatement, montrant ainsi à l'agence de Jay, JYP, et au peuple coréen tout le soutien nécessaire pour un retour rapide de Jay dans son groupe 2PM. Les expressions "7-1=0" et "1:59PM" apparurent à ce moment-là car pour tous les fans, le groupe était incomplet sans le fameux Leadja. Le 13 septembre, près de 1000 fans se rassemblèrent devant l'immeuble de l'agence JYP afin de protester silencieusement et rendre les CD des 2PM, promettant de les récupérer lorsque le leader reviendrait.
De plus, Jay reçut le soutien de la part d'autres célébrités coréennes, avec lesquelles il avait tissé des liens d'amitié plus ou moins forts, tels que Boom, Isak, Eunhyuk, Kim Dongwan ...
Le premier album des 2PM fut intitulé 1:59PM, titre qui, selon les membres du groupe, qui l'auraient annoncé lors d'une interview, représentait l'absence de Jay. Lors des cérémonies de remise de prix de fin d'année, les membres, qui remportèrent plusieurs prix pour leur titre phare Again & Again, n'oubliaient pas de citer le nom de leur leader absent, montrant clairement leur souhait de le voir revenir auprès d'eux. Durant la cérémonie des Mnet Asian Music Awards, le groupe, qui remporta ce soir là les awards du meilleur groupe masculin et artiste de l'année pour leur chanson Again & Again, rendirent hommage à Jay durant leur performance en laissant un faisceau lumineux éclairer la place habituelle du leader tout au long de leur chorégraphie et en ne chantant pas la partie de la chanson dont il était responsable. De plus, afin d'accentuer le souhait de voir revenir leur leader, les six membres décidèrent d'eux-mêmes de partager les bénéfices obtenus avec leur album "1:59" avec lui, et de lui envoyer une somme identique à la leur.
Des boycotts contre tous les produits représentés par 2PM et de nombreux mouvements de fans en faveur d'un retour de Jay commencèrent à fleurir, pas uniquement à un niveau national, en Corée, mais à l'échelle internationale aussi. De nombreux forums et fancafés internationaux se mirent à organiser des rassemblements partout dans le monde sous la forme de flashmobs au cours desquelles les fans dansaient sur les hits les plus connus du groupe coréen. Les fans internationaux collectèrent aussi de l'argent afin de réaliser le "Jay sky banner project", un projet ambitieux qui consistait à faire voler une bannière dans le ciel de Seattle, ville natale de Jay, à 14 h (2PM, heure symbolique pour tout fan du groupe). Afin de ne pas déranger l'artiste et de le laisser se ressourcer chez lui sans être embêté par les médias, les fans choisirent de s'adresser à lui en utilisant uniquement la première lettre de son prénom J, afin de lui laisser l'anonymat dont il avait besoin. La bannière "J, WHAT TIME IS IT NOW ?" vola ainsi dans le ciel de Seattle.
De nombreuses communautés de fans du groupe contribuèrent à de généreuses donations sous le nom de Jaebeom à plusieurs organisations de charité. UNDERGROUND, l'un des fanclubs les plus importants et reconnus de Jay donna à lui seul 10 000 dollars à la fondation pour les Enfants d'Haïti, sous le nom « People Waiting For 2PM Leadja Park Jaebeom ». Les fansites internationaux participèrent eux aussi à leur façon en envoyant 1 000 $ USD afin d'envoyer des livres aux enfants coréens adoptés à l'étranger. En mai 2010, on rapporta qu'Underground offrit 64 000 dollars à 10 associations différentes pour enfants.
À plusieurs reprises, Jaebeom fut le sujet numéro 1, « trending topic », sur Twitter, dépassant même la cérémonie des Oscars le 8 mars 2010, montrant encore une fois le soutien inébranlable des fans à son égard. Plusieurs « Bumtist », nom couramment donné aux fans de Jay à cette époque, produisirent un album eux-mêmes en son honneur le 27 mars 2010, commémorant ainsi le 200e jour depuis son départ. Cependant, ce projet fut annulé car la situation en Corée avait changé pour le groupe coréen. Les fans envoyèrent cependant 10 à 20 copies à Seattle, notamment à Jay lui-même. Celui-ci donna d'ailleurs ses impressions sur sa page YouTube.
Le 11 novembre, dans l'émission Golden Fishery, JYP, PDG de l'agence de Jeabeom, annonce que si Jaebeom venait à revenir, ce serait dans son groupe d'origine 2PM, rassurant ainsi les fans qui lui redonnèrent un peu de confiance.
En décembre 2009, des rumeurs annoncèrent un éventuel retour de Jaebeom sous la forme d'un reality show, méthode déjà utilisé pour une chanteuse coréenne Ivy (IVY BACK) qui elle aussi avait fait face à un scandale. Les informations confidentielles, prononcées lors d'une conférence de presse qui eut lieu le 24 janvier 2010, concernant la situation de Jaebeom furent divulguées par la presse, mais celles-ci furent rapidement démenties par JYP Entertainment.
Le 30 décembre 2009, 2PM gagna l'award "Song of the year" avec leur plus gros hit Again & Again. Au cours de la performance, après avoir reçu leur prix, Ok Taecyeon, rappeur du groupe, prononça le nom de Jay afin de montrer que cet award avait été gagné avec lui puisqu'il faisait encore partie du groupe lorsque la chanson était apparue. Ce sera la dernière fois que cela arrivera.

### Février 2010: Fin officielle du contrat de Jay
Le 25 février 2010, deux jours avant une conférence qui rassemblerait des fans du groupe, JYP Entertainment annonça sur son site officiel que le contrat de leur ex-artiste Park Jaebeom était officiellement et définitivement terminé, choquant de nombreux fans. Dans son annonce, l'agence déclara que Jay aurait commis une erreur, bien plus grave que le scandale qui l'avait renvoyé chez lui quelques mois plus tôt, au cours de la promotion d' Again & Again et que par conséquent, tous les plans d'un éventuel retour de sa part furent annulés. De plus, dans cette même annonce, les fans furent surpris d'apprendre que chaque membre du groupe avait approuvé cette décision et que celle-ci était prise depuis début janvier.
La réaction du public et plus particulièrement des fans du groupe ne tarda pas à arriver. Entre choc, tristesse et haine, en quelques heures le fancafé coréen officiel du groupe perdit près de 46 000 membres. La raison principale à cette violente réaction fut le fait qu'aucune explication ne fut donnée au sujet de ladite erreur commise par l'ex-membre du groupe à l'exception que celle-ci était assez grave pour empêcher son retour dans le groupe, mais pourtant pas assez pour être punie légalement. De plus, les fans reprochèrent à l'agence d'avoir continué à utiliser le nom de Jay et d'avoir continuellement fait espérer les fans d'un éventuel retour de sa part alors que la décision de son retrait permanent avait été faite 2 mois avant. Amers, ceux-ci reprochaient officiellement à JYP et même aux membres d'avoir utilisé l'ex-membre à des fins marketing.
Beaucoup de fans montrèrent soudainement une animosité profonde pour les six autres membres du groupe, leur reprochant d'avoir trahi leur leader, leur fan club, ainsi que l'image fraternelle qui participait énormément à leur succès afin de se sauver eux-mêmes. Les fans les accusèrent de ne pas avoir tendu la main à leur leader afin de l'aider alors que celui-ci n'avait pas hésité à mettre un terme à sa carrière pour eux en septembre afin de ne pas détruire leur rêve. Les fans réclamèrent d'ailleurs que deux des membres n'animent pas les émissions dont ils faisaient partie, leur demandant même de démissionner.
Cela dit, de nombreux fans continuèrent à faire confiance au groupe, en croyant plusieurs rumeurs disant que des membres avaient été vus en train de pleurer ou semblaient choqués, et blâmèrent plutôt JYP et ses méthodes douteuses.
Deux jours plus tard eut lieu la conférence entre les six membres du groupe, Jun Wook, le PDG de JYP ainsi que 87 représentants de fansites majeurs du groupe, nationaux et internationaux avec la présence notamment de membres du forum 2ONEDAY, plus grande fanbase internationale du groupe.
Les médias ne furent pas autorisés à entrer à l'intérieur de la salle de conférence. Celle-ci dura quatre heures au bout desquelles les 87 fans ressortirent abasourdis et choqués par le comportement des membres du groupe. Ceux-ci avaient effectivement approuvé lorsqu'on leur avait demandé s'ils avaient effectivement accepté le retrait permanent de Jay. Aucune clarification ne fut faite au sujet de "l'erreur" de l'ex-leader mais certains membres n'hésitèrent pas à qualifier la vie de leur ex-leader comme dirty (sale/malpropre). Certains fans leur offrirent le bénéfice du doute en pensant qu'ils avaient réagi humainement face à la fatigue morale de tous ces scandales. Mais la majorité réagit très négativement et dès la sortie de la conférence de nombreux fansites de chacun des six membres fermèrent, les fans qualifiant les personnes qu'ils avaient pu tant soutenir dans le passé de traitor idols qu'ils ne reconnaissaient plus. Tous les membres du groupe, à l'exception de Nichkhun, qui était resté particulièrement silencieux lors de la conférence, furent soumis à une haine importante les jours suivants.

### Réapparition de Jay
En novembre 2009, de nombreuses vidéos de Jaebeom dansant avec sa crew Art of Movement au cours de battle de b-boy apparurent sur YouTube et ne tardèrent pas à faire la une sur plusieurs sites coréens. Le 18 février 2010, Jay participa en solo à un battle à l'université de Washington. Le 6 mars 2010, lui et son groupe de danse participent à l'événement "Breakin' 4 Haïti", tous les biens bénéficiant aux victimes du drame.
Le 15 mars 2010, Jay Park réapparut sur YouTube en créant sa propre chaîne "jayparkaom". Il posta une cover du hit de B.o.B "Nothin' on you" en y rajoutant un rap qu'il avait lui-même écrit. La nouvelle ne tarda pas à s'ébruiter et les fans, à la fois choqués et heureux, se ruèrent sur la vidéo qui atteignit 1 500 000 vues en moins de 24h et fut la vidéo la plus vue, la plus commentée et la plus appréciée mondialement. La chanson originale du rappeur B.o.B devint en quelques heures la chanson la plus écoutée sur Cyworld, battant même le hit du fameux groupe Girls' Generation "Run Devil Run". La chanson obtint une énorme popularité en Corée grâce à l'aide de Jay, atteignant les premières places de tous les sites musicaux coréens.
Jay Park actualisa son "À propos de moi" et remercia ses fans pour tout le soutien qu'ils lui avaient apporté. De plus, il déclara qu'il ne voulait pas que les fans détestent son groupe à cause de ce qui s'était passé.
Le 18 mars, la chaîne américaine stirfrytv.com fit un bref clin d'œil à la vidéo de Jay dans le "But, what do I know ?", donnant un peu plus de publicité à Jay et sa vidéo auprès du public international sur YouTube. Le JayEffect naît officiellement. Le 19 mars, Digital Media Wire, son futur management, publia un article et déclara que Jay Park pouvait être le coréen qui réussirait à faire de la musique aux États-Unis.

### Activités américaines
Le 29 mars 2010, la Rutgers Korean student Association annonça que Jay et certains membres d'AOM, Dialtone, Cha Cha et Junior apparaîtraient comme invités d'honneur à leur festival annuel appelé Project Korea II. À peine quelques heures après que celui-ci fut terminé, de nombreuses vidéos étaient déjà postées par des fans sur YouTube afin de satisfaire ceux qui n'avaient pas pu être présents et de leur montrer que Jay n'avait pas changé et était toujours capable de se rendre ridicule en dansant notamment sur la chanson "Singles Ladies" de Beyoncé.
Le 14 avril, un associé impliqué dans la production du film Hype Nation confirma que Jay Park avait été sélectionné en tant que rôle principal.
Le film serait filmé à partir de juin 2010 et 70 % se passerait en Corée du Sud, donnant ainsi espoir à toutes les fans coréens de pouvoir le revoir. Il fut ajouté que celui-ci participerait à la BO en chantant une chanson.
Le 20 avril, une énorme surprise fut annoncée sur allhiphop.com: Jay Park aurait enregistré dans les studios de Teddy Riley une chanson nommée "Demon" qui aurait dû être l'un des futurs hits de Michael Jackson et qu'il chanterait quatre autres chansons pour son film Hype Nation. De plus, il aurait déjà collaboré avec Snoop Dogg et T-pain sur des chansons qui seraient dans son futur album solo. De plus, le même jour, Defense Productions annonça que Jay Park serait présent avec AOM aux côtés de Kero One, MYK, Dok2 et Dumbfoundead pour un concert sponsorisé par Allkpop.
Le 24 avril, Dumbfoundead, Clara Chung et Jay sortirent Clouds, une chanson produite et écrite par ceux-ci. Le même jour, stirfrytv dévoila une vidéo dans laquelle Jay donna sa première interview depuis le scandale de septembre. Dans celle-ci, il confirme sa présence dans le futur film Hype Nation, ainsi que celle de certains membres d'Art of Movement.
Il fut annoncé que Jay Park ferait son grand retour en Corée accompagné de sa famille, du staff d'Hype Nation et de certains membres de son crew entre le 31 mai 2010 et le 1er juin.
Le 17 mai 2010, Jay annonça officiellement son arrivée sur Twitter avec son compte, jaybumaom. En deux jours, celui-ci comptait déjà plus de 50 000 followers.
Le 22 mai 2010, Jay Park participa à l'évènement hiphop CLAWS OUT à Seattle en tant que juge, alors que Junior, l'un des membres d'AOM, danserait.
Le 29 mai 2010, Ned Sherman, PDG de Digital Media Wire, annonça qu'il serait le représentant légal pour les futures activités de Jay Park aux États-Unis et que plusieurs projets étaient déjà mis en place pour sa nouvelle recrue.
Le 30 mai, Jay Park participe à un concert organisé par Defense Productions à Seattle, dans lequel il partage la scène avec AOM, Dumbfoundead, MYK, Kero One, Dok2. Il y chantera Clouds en live.
Le 9 juin 2010, après avoir donné l'occasion aux fans de choisir le nom de son fanclub, Jay décide finalement de nommer celui-ci Jay Effect, nom couramment employé depuis son retour sur YouTube à la suite de l'énorme réaction de ses fans à travers le monde. Chaque membre de son fanclub sera appelé Jaywalker. De plus, les couleurs noire et jaune représenteront celui-ci. Bumblebee étant à la base le nom choisi par les fans, Jay qui avait finalement opté pour un autre nom décida, afin de mettre tout le monde d'accord, d'utiliser les couleurs d'une abeille. Cela dit, le rose restera toujours la couleur prédestinée à l'artiste.
Le 27 juillet 2010, il fut révélé que Jay Park participerait au concert International Secret Agents 2010 à Los Angeles. Participeront à ses côtés, Poreotics Dance Crew ou encore Ryan Higa, phénomène YouTube.
Début août 2010, le célèbre danseur Andrew Baterina appartenant au groupe de danse très connu SoReal Cru, Jackie Lautchang, Jheru Alba, David Weaver et Dee Terry participeraient en tant que danseurs au clip de "Demon".

### Retour et activités en Corée
La veille de son départ, Jay annonce sur son site officiel qu'il ne parlerait pas de ladite erreur et qu'il aurait commis et qu'il voulait que les gens ne pensent plus au passé mais voient plutôt dans le futur, espérant d'ailleurs la réussite de son ex-groupe.
Après de nombreux décalages et reports dus à des problèmes en relation avec Hype Nation, Jay Park fit son grand retour en Corée le 18 juin 2010. Accueilli par près de 3 000 fans et entouré par de nombreux gardes du corps, le retour de Jay fut un énorme succès à la fois pour l'artiste comme pour ses fans qui voulaient absolument changer l'image négative du départ de Jay 9 mois plus tôt. "JayIsBack" fut d'ailleurs un trending topic le même jour sur Twitter.
Trois jours plus tôt, Jay avait surpris tous ses fans en réalisant un duo avec le célèbre rappeur B.o.B sur la chanson qui lui avait permis de revenir sur le devant de la scène, "Nothin on you", dont la cover réalisée atteignait plus de 4,5 millions de vues. La chanson atteignit la première place sur Cyworld, seulement une heure après son apparition. Ce duo reçut d'ailleurs l'award du meilleur artiste international (B.o.B) lors du Cy Digital Music Awards en juin.
Les jours suivant son arrivée, Jay se fera plutôt discret, malgré l'énorme attente du public et de la presse coréenne qui attend de sa part une explication sur ladite erreur qui avait annulé son retour au sein de son ex-groupe.
Le 6 juillet, on annonça que Jay participait à la chanson qui servirait à lancer la carrière d'une nouvelle chanteuse qui se préparait à débuter. De plus, il fut révélé que Jay recevait de nombreuses appels et offres afin de participer à des dramas coréens.
Le même jour, son management américain annonça que Jay s'arrêterait dans 8 pays d'Asie afin d'y tenir des fanmeetings. Il ferait ainsi deux dates en Corée, fin août et continuerait en passant par Taipei, Shanghai, Hong Kong, la Thaïlande, les Philippines, la Malaisie et Singapour.
Après avoir collaboré avec B.o.B, il fut annoncé que Jay réaliserait lui-même un single, pour ses fans, qui contiendrait trois titres, notamment une version réarrangée, par un célèbre compositeur coréen, de Nothin' on you en coréen.
Le 13 juillet sort ainsi le single "믿.어.줄.래" ("Will you believe me ?") dans lequel sera présente une version coréenne et anglaise de Count On me, dont les paroles furent écrites par Jay lui-même. Dès sa sortie, le single se place en tête de tous les classements musicaux coréens après à peine une heure d'apparition. Jay dévoila, de plus, un petit clip de la chanson sur sa page YouTube qui atteignit rapidement 1 million de vues.
Le single se vendit à 21 989 copies dès de premier jour de commercialisation, représentant ainsi le single le plus vendu du moment et le 7e le plus vendu depuis janvier 2010. En une semaine, plus de 70 000 copies furent vendues (en ligne et en magasin).
Le 16 juillet, après que de nombreuses rumeurs aient fait surfaces, Sidus HQ, une agence coréenne, annonça qu'un contrat avait été signé avec Jay Park, lui offrant la possibilité de continuer ainsi sa carrière en tant que chanteur mais aussi acteur.
Après son retour, Jay participa à de nombreuses collaborations. Il participa à un remix de la chanson Doin' Good de l'EP It's We de Dok2 et enregistra une chanson, I Want To Cry pour l'album de Brave Brothers.
Au cours des Summer Week&T, festival musical qui se déroule sur une plage coréenne de 7 août et réunissant notamment Kanye West et Lupe Fiasco, Jay, pour sa première performance solo live en Corée, dévoila "Bestie", chanson composée par son ami Cha Cha Malone et écrite par ses soins.
Jay participa au Seoul Soul Festival 2010 le 9 octobre 2010 aux côtés de Se7en ou encore Musiq Soulchild, l'un de ses artistes fétiches.
Jay Park fera son premier concert au Dock Pulleman à Paris le 26 octobre 2013 avec en première partie Dok2 ainsi que ses danseurs Prepix.
Ce concert est organisé par YoungSetRecords.

## Discographie

### Discographie coréenne
Albums studios
- New Breed (2012)
- Evolution (2014)
- Worldwide (2015)
- Everything You Wanted (2016)
- The One You Wanted (2024)

Mini-Album
- Take a Deeper Look (2011)

### Discographie anglaise
Singles
- "Bestie" (2010)
- "Speechless" (avec Cha Cha Malone) (2010)
- "Demon" (2011)
- "SexTrip" (2015)
- "Mommae" ft. Ugly Duck (2015)
- "My last" ft. Loco & GRAY (2015)
- "Solo" ft. Hoody (2015)
- "YOU KNOW" ft. Okasian (2015)
- "Bo$$" ft. Yultron, Ugly Duck & Loco (2015)
- "Want it" (2015)
- "In this b*tch X MY" (2015)
- "All I wanna do" (2016)
- "The truth is" (2016)
- "Ain't no party like an AOMG party" ft. Ugly Duck (2016)
- "I don't disappoint" (2016)
- "Put 'Em up" ft. Ugly Duck (2016)

Mixtape
- Fresh A!r: Breathe !t (2012)

## Awards[31]

### 2018
- Korean Hip Hop Awards - Artiste de l'année

### 2017
- Korean Hip Hop Awards - Artiste de l'année
- Korean Hip Hop Awards - R&B Album de l'année (Everything You Wanted)
- Korean Music Awards - Meilleur Album R&B  & Soul (Everything You Wanted)
- Korean Music Awards - Musicien de l'année

### 2015
- Korean Music Awards - Musicien male de l'année Netizen Vote

### 2014
- SBS MTV Best of the Best - Meilleur clip vidéo Hip Hop (So Good)

### 2013
- Korean Music Awards - Musicien male de l'année Netizen Vote
- Shout! Awards - Flava Awards

### 2012
- Golden Disk Awards - Disque Album Award (New Breed)
- Asia Model Awards - Artiste populaire Award

### 2011
- Mashable Awards - Meilleur vidéo du Web (Nothin' on You)

### 2010
- Naver Web Portal - Recherche la plus populaire, solo male